# Jagdgeschwader 116
A Jagdgeschwader 116 foi uma asa de treino de pilotagem de caças da Luftwaffe, durante a Alemanha Nazi. Foi formada no dia 3 de setembro de 1944 em Hildesheim, a partir da Flugzeugführerschule B37. Operou aeronaves Arado Ar 96 e Messerschmitt Bf 109. No dia 15 de outubro de 1944 a unidade foi extinta, passando a designar-se II./JG 107.